# Peñalba de Duero
Peñalba de Duero es un despoblado español situado en el término municipal de Villabáñez, en la provincia de Valladolid, comunidad autónoma de Castilla y León. Se encuentra entre los Cortados de Peñalba —paredes calizas que descienden desde el páramo hasta el río Duero— y la margen derecha de dicho río. Lo que fue un poblado se ha ido deteriorando y abandonando y solo queda en pie la iglesia y alguna casa que sirve de refugio a un pastor. Su término confinaba con Villavaquerín, Sardoncillo, Traspinedo y Villabáñez.

## Toponimia
Su topónimo deriva del latín pinna albam, que significa monte o peña blanca, posiblemente en relación con el páramo calcáreo (cuyos materiales presentan tonalidades blanquecinas) de sus proximidades. El apellido Duero hace referencia al río junto al que se ubica.

## Geografía
Ubicación
Peñalba de Duero está situado en el este de la provincia de Valladolid. Su territorio está representado en la hoja MTN50 (escala 1:50 000) 373 del Mapa Topográfico Nacional.
| Noroeste: Villabáñez     | Norte: Villavaquerín | Noreste: Olivares de Duero      |
| Oeste: Villabáñez        |                      | Este: Sardón de Duero           |
| Suroeste Tudela de Duero | Sur: Traspinedo      | Sureste: Santibáñez de Valcorba |

Orografía y paisaje
Peñalba de Duero se localiza en la zona centro-oriental de la Cuenca del Duero, donde predominan materiales de relleno del Terciario y Cuaternario. En este punto contrasta la zona llana del valle del Duero, encajado en los depósitos terciarios y cuyos principales materiales son cantos, gravas, arenas y arcillas del Cuaternario, con la morfología tabular de mesas o páramos tallados por la red fluvial, compuestos de margas, yesos y calizas del Terciario. Peñalba se ubica a una altitud de aproximadamente 720 m s. n. m., en una estrecha franja entre el río y el páramo delimitada al oeste por los llamados Cortados de Peñalba, paredes calizas que descienden desde el páramo hasta el río Duero, y al este por el pequeño valle del arroyo del Cauce.

## Historia
Peñalba de Duero alcanzó la categoría de villa siendo su iglesia dependiente del obispado de Palencia.
En el siglo XIV fue lugar solariego del abad de Valladolid y del monasterio de Palazuelos y pertenecía a la Merindad del Infantazgo de Valladolid. Don Pedro Gasca, obispo de Palencia, le deja a su sobrino el Dr. Pedro Gasca de la Vega parte del señorío de Peñalba, Sardón y pinares de Tudela de Duero. Por lo que en 1586 un tercio de Peñalba pertenecía a la iglesia abacial y los otros dos al Dr. Gasca. Ambos la disfrutaban sin distinción y cada uno nombraba un alcalde mayor, un ordinario y un merino. Las sentencias de los alcaldes ordinarios eran apeladas a cualquiera de los dos alcaldes mayores. Por sus derechos el abad percibía siete celemines de cebada, un cuartillo de piñones, dos cántaros de vino y cincuenta maravedíes en dinero de cada suelo.
Tuvo un puente que unía el poblado con la Dehesa de Peñalba, que se encontraba al otro lado del río Duero (y que todavía existe). Dicho puente lo voló el ejército de Napoleón a su paso por estas tierras durante la Guerra de la Independencia Española. Todavía pueden verse los arranques de un arco, pero nunca se restauró y en su lugar se hizo uso de una barca para el paso de una orilla a otra.
A principios del siglo XIX, Sebastián Miñano, en su Diccionario geográfico y estadístico de España y Portugal, señalaba que era villa de señorío perteneciente a la provincia de Valladolid y partido de Portillo. Contaba con una parroquia y un pósito, su población era de 23 vecinos, 90 habitantes, y producía granos, fruta, leña, pastos y ganados. A mediados del mismo siglo Pascual Madoz, en su Diccionario geográfico-estadístico-histórico de España y sus posesiones de Ultramar, lo sitúa en la provincia, partido judicial, audiencia territorial y capitanía general de Valladolid y diócesis de Palencia. Describe su situación en un llano, con buena ventilación y clima saludable. Había 18 casas, la que fue ayuntamiento y la iglesia parroquial. El terreno era de buena calidad, bañado por el Duero y por un arroyo que nace en sus cercanías. Contaba con buenos montes de encina, roble y pino, un plantío de olmos y una dehesa con robles, pinos y otros árboles. Producía cereales, leñas de combustible y maderas de construcción. En sus pastos se criaba ganado vacuno, lanar y yeguar. Además, se cazaban liebres y perdices y se pescaban truchas, anguilas y barbos. Su población era de 15 vecinos, 58 almas. A finales del siglo XIX el lugar era considerado como aldea de Villabáñez gracias a lo cual este municipio alcanzaba los 900 habitantes.

## Senda de los Aragoneses

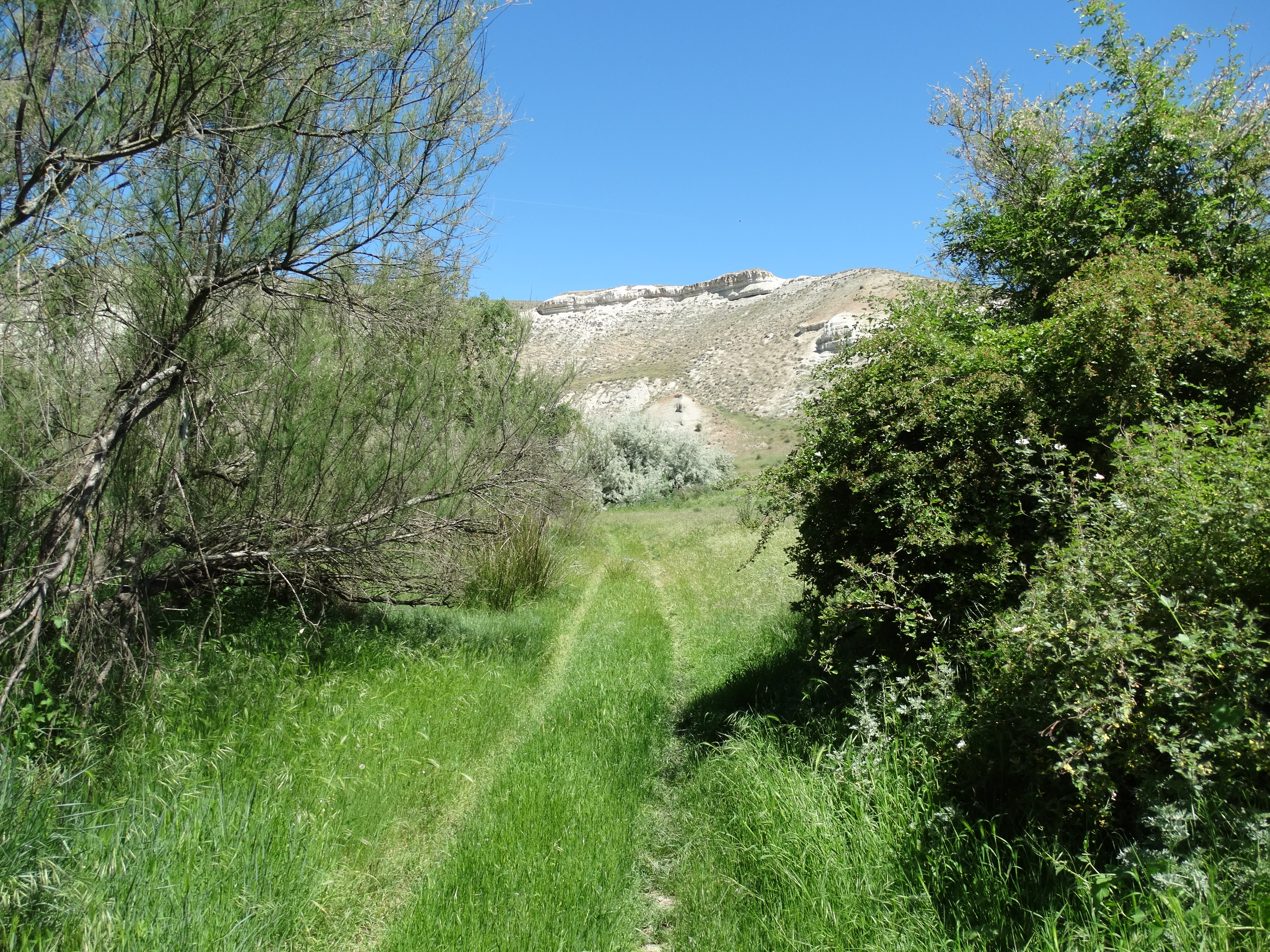
Camino de los Aragoneses. Al fondo los Cortados

En el término de Villabáñez, y a unos 600 m de sus aceñas, se llega a un cruce de caminos; el de la derecha es la antigua Senda de los Aragoneses o Camino Real de Aragón, camino bien conocido en la Edad Media y que unía el Reino de Castilla con el Reino de Aragón. Se construyó en la ruta del corredor del Duero, en su margen derecha, que fue siempre el camino natural Este-Noroeste. Los derrumbes en los Cortados o Peñas de Peñalba de Duero, las inundaciones del Duero y el desinterés general hicieron que el camino desapareciera en algunos trechos y que se hiciera estrecho en otros. En el siglo XXI es una senda muy frecuentada por los ciclistas excursionistas.
Desde el punto citado se puede recorrer el camino en automóvil, entre tierras de labor hasta llegar a una plantación de árboles frutales cercada por una original valla hecha con vides en espaldera. A partir de ahí el camino se recorre a pie, teniendo a la derecha la margen derecha del río Duero y a la izquierda el espectacular paisaje de los Cortados o Peñas de Peñalba.

Camino hacia Peñalba de Duero
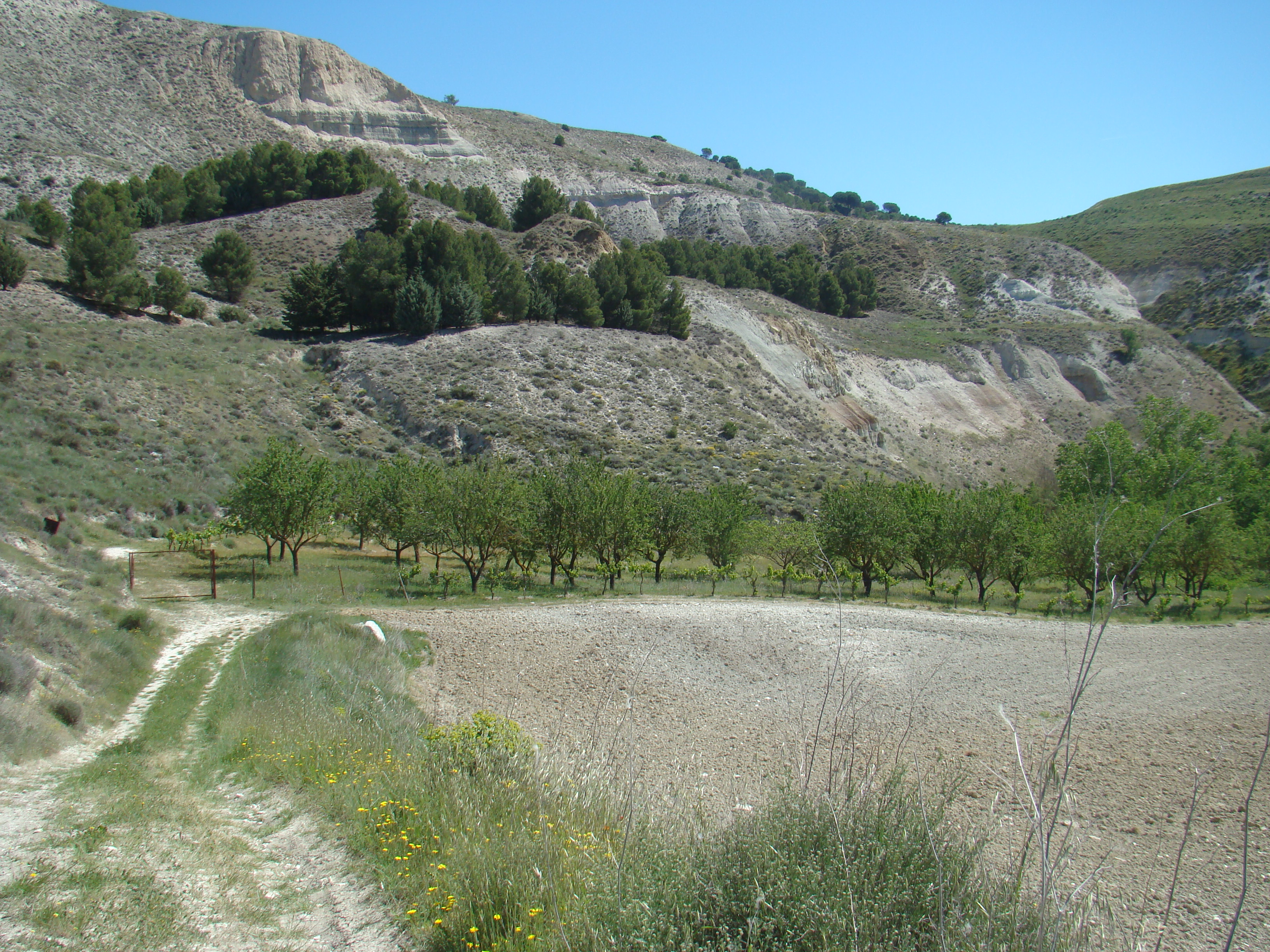
Al fondo del camino que se ve a la izquierda comienza el sendero a pie, junto a las viñas plantadas.
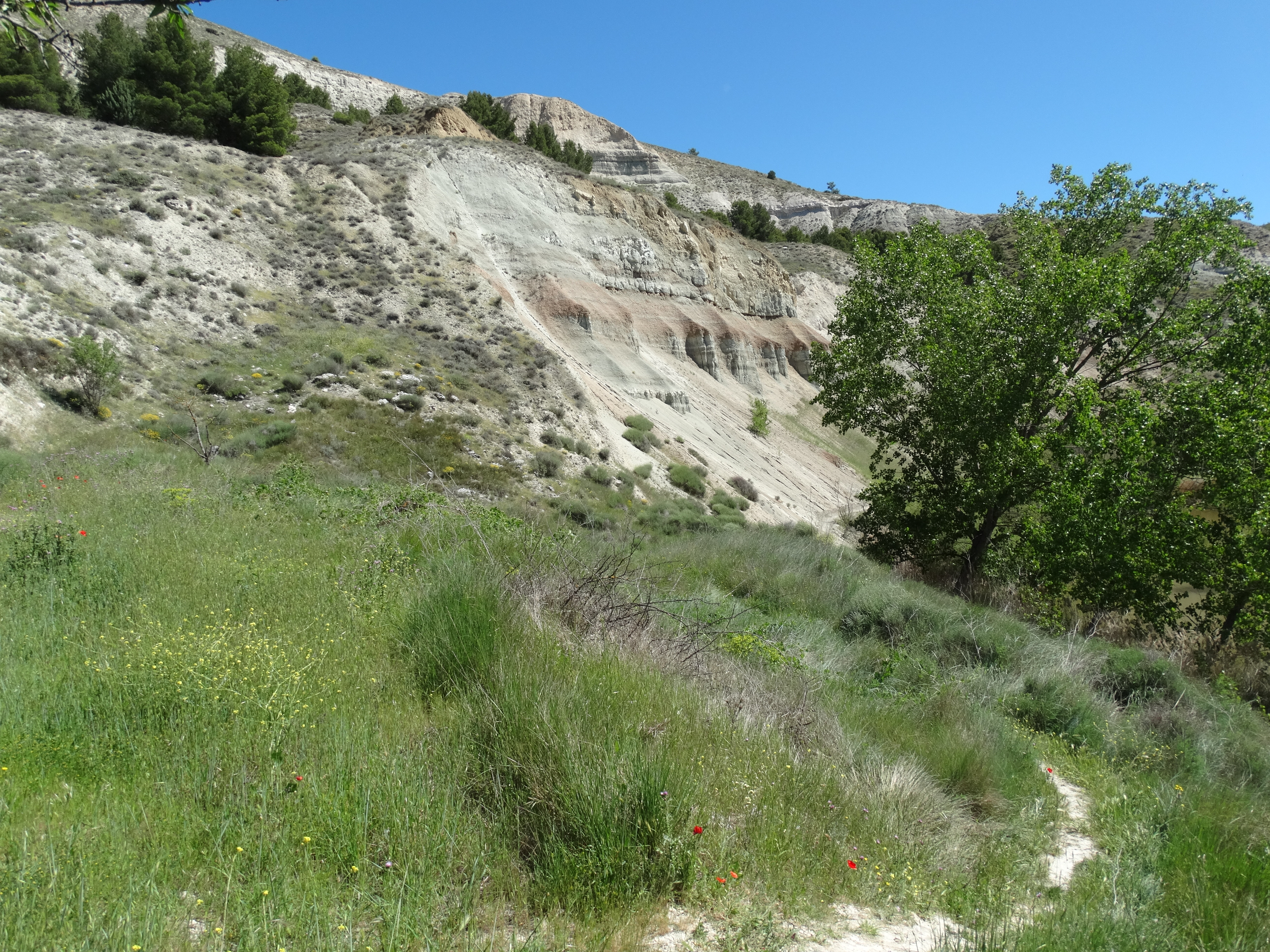
Sendero hacia Peñalba. Al fondo los Cortados o Peñas
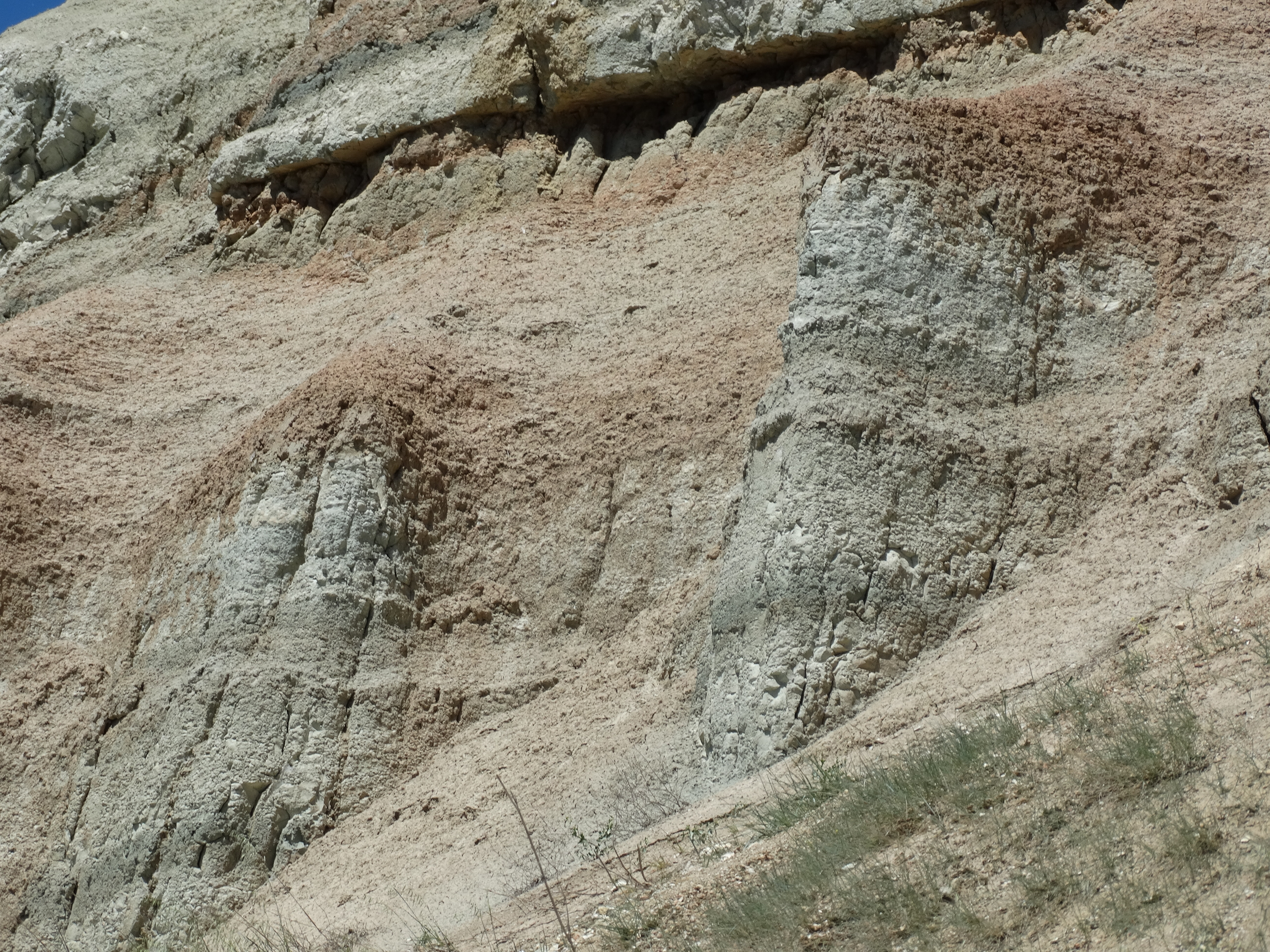
Vista en primer plano de los Cortados de Peñalba
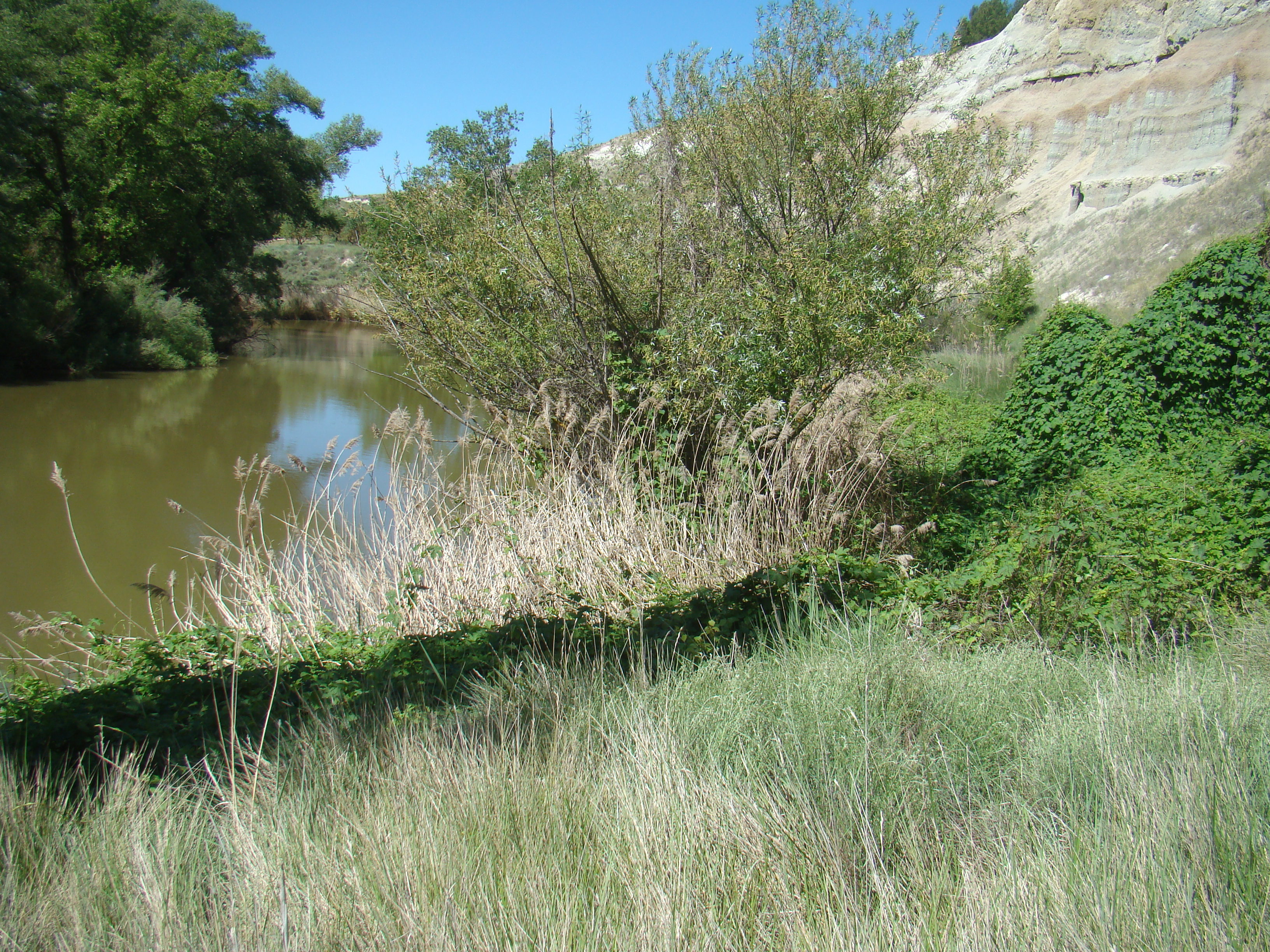
Río Duero a la izquierda (su margen derecha), los Cortados a la derecha y entre medias el sendero oculto por los árboles

## Iglesia de la Asunción de Nuestra Señora

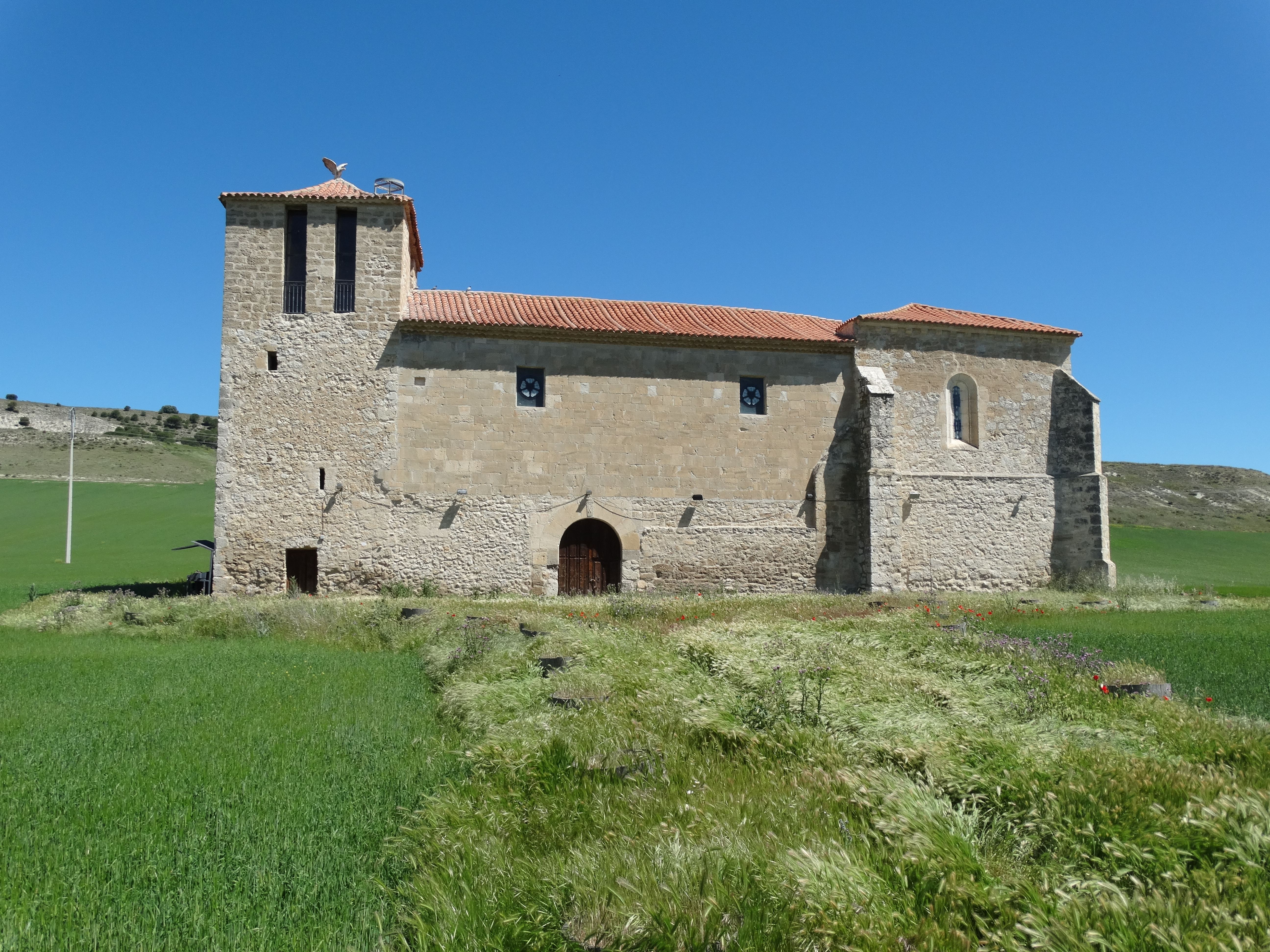
Iglesia de Peñalba de Duero, reconstruida en el siglo XXI

La mole de la iglesia se conserva aparentemente intacta gracias a las restauraciones logradas por el último propietario, Vidal González —un hostelero de Valladolid—. Hasta ese momento había sido un granero. Hubo de rehacer el coro, la sacristía, las bóvedas, las yeserías así como el campanario que estaba tapado y protegido con ladrillo. El edificio está construido en piedra; su planta es de una sola nave y el presbiterio se cubre con bóveda de crucería de comienzos del siglo XVI mientras que la bóveda de la nave es de yeserías del XVII. Tiene una torre de campanas a los pies. La puerta de acceso se abre en la fachada sur; tiene arco de medio punto con dovelas y en la clave se labró un relieve con las llaves de San Pedro. El ábside es cuadrado y está sustentado por contrafuertes. En la cornisa se ven unos canecillos sin labrar. Un alero mudéjar de ladrillo recorre todo el cuerpo de la nave.
El interior está desguarnecido de ornatos litúrgicos, de objetos y de santos de devoción. Pero por los documentos conservados en la parroquia de Tudela de Duero, especialmente por el libro de cuentas, se puede tener noticia del inventario. En la parte central del retablo estaba la imagen de la Virgen. En el lado del Evangelio había una escultura de la Virgen del Rosario y en el lado de la Epístola un crucifijo que llamaban del Desprecio. Ambas imágenes tenían sus cofradías respectivas. En la visita eclesiástica que se hizo en 1785 se da el mandato:

A ninguna santa imagen que esté hecha toda de talla se la vista ni ponga adorno alguno para estar en la iglesia o sacarla en las procesiones, y a las que solo tuvieren la caveza y manos, de manera que manifiesten estar hechas para vestirlas, se las pongan vestidos decentes que en nada se equivoquen con Jos profanos que comunmente usan las mugeres del siglo, y no se las ponga cintas, buelos, manillas, collares ni otros adornos, solo correspondientes a las mugeres que quieren parecer bien en el mundo.
Extracto de un libro de cuentas

Detalles
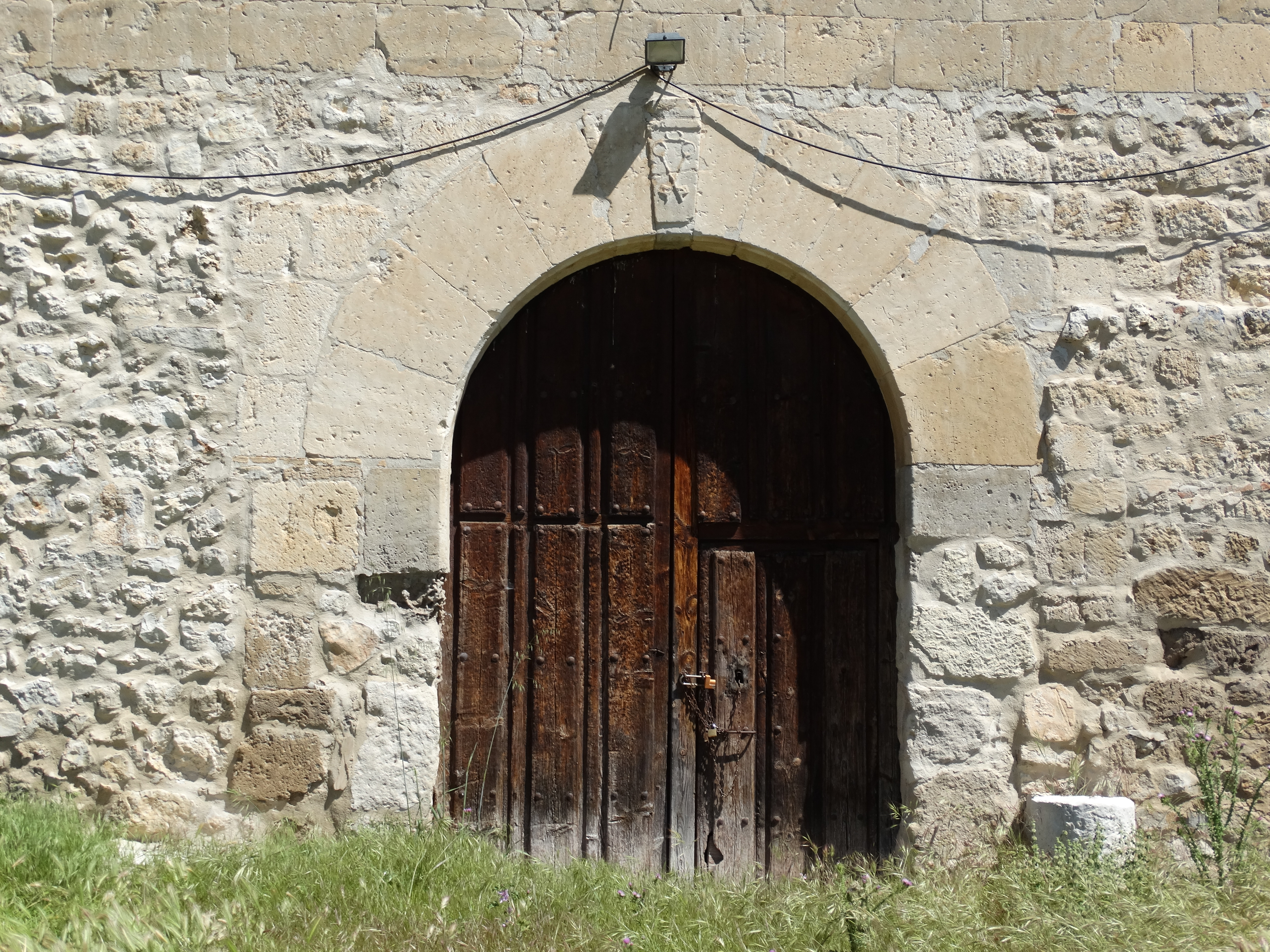
Puerta de la fachada sur
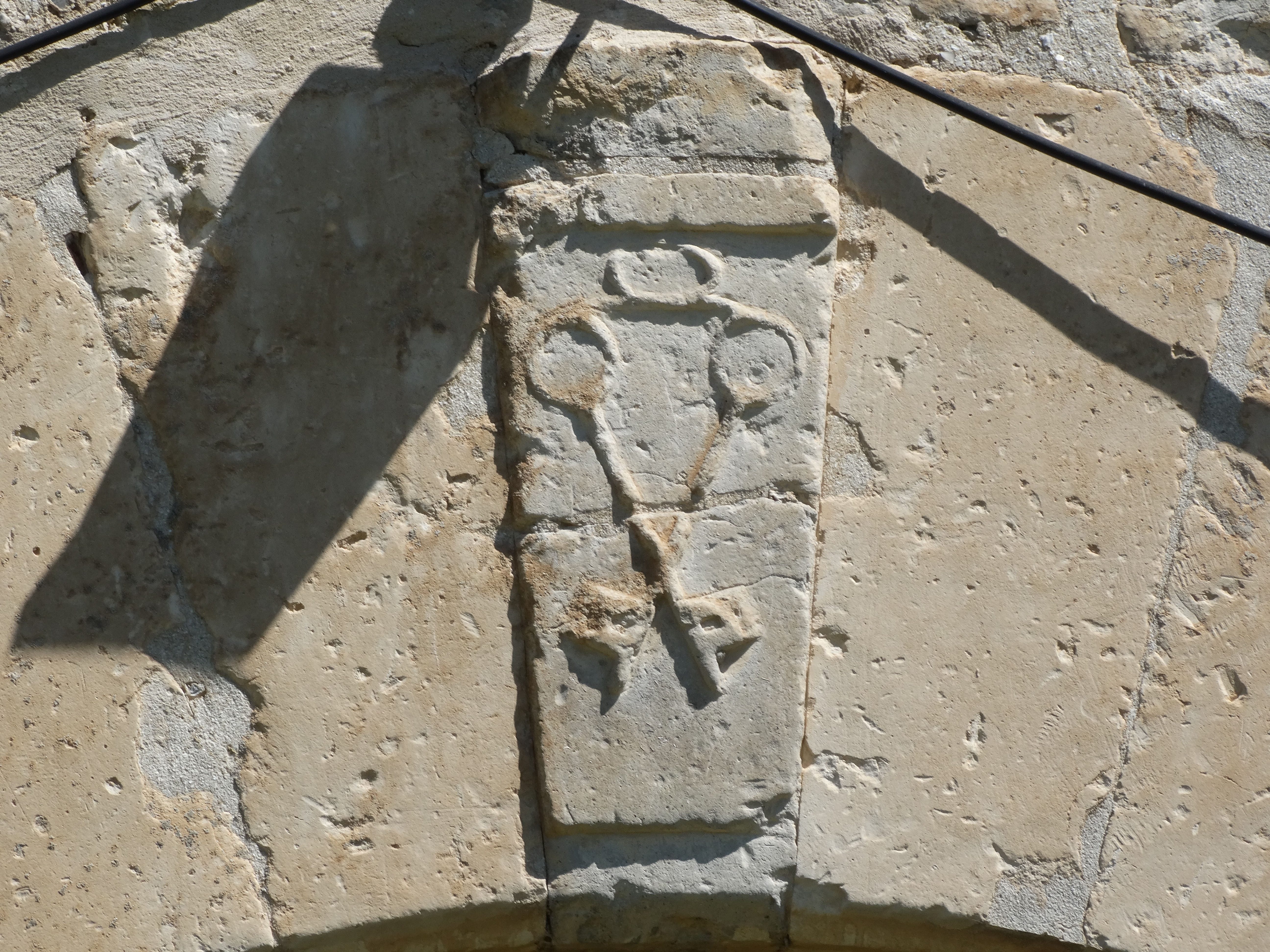
Llaves de San Pedro en la clave del arco
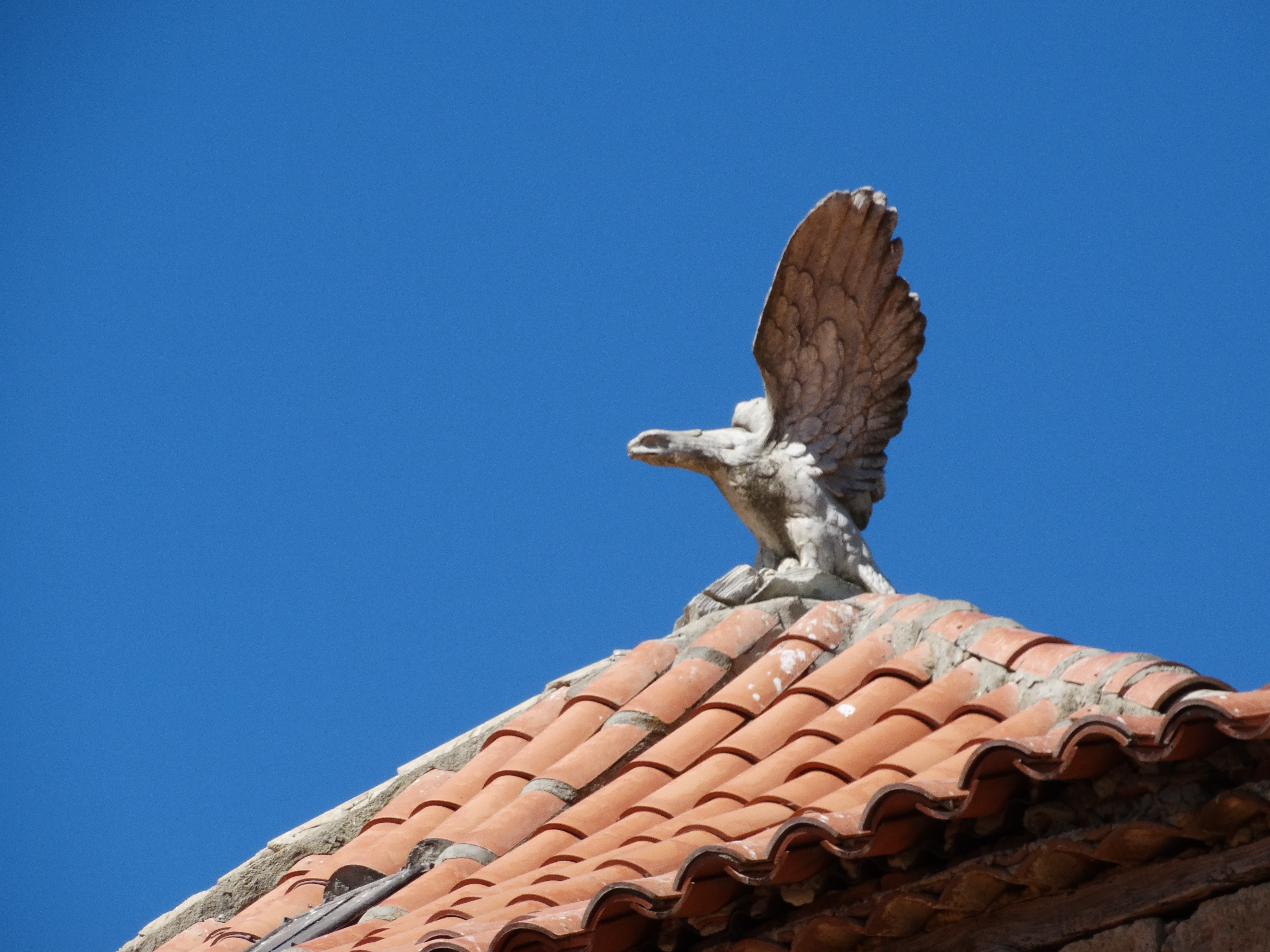
Un águila sobre el tejado de la torre; añadido moderno